# Sucessos em Evidência
Sucessos Em Evidência é uma coletânea musical da dupla sertaneja brasileira Chitãozinho & Xororó. A coletânea contém os sucessos mais antigos da dupla, só que, remasterizados, tendo a impressão de que foram apenas tiradas as vozes deles cantando e fizeram outra versão instrumental. Em decorrência da pandemia da Covid-19, projetos que desenvolveriam no decorrer de 2020 tiveram que ser adiados, entre os quais a gravação de um disco de músicas inéditas, o lançamento de livro e revista de quadrinhos e uma nova turnê pelo país com um show em que teriam o acompanhamento de orquestra. Além da coletânea ser, praticamente, um sucessor do EP Tempo de Romance, eles contaram histórias desses 50 anos de carreira em um podcast da Deezer, chamado de Deezer Essenciais.

## Produção

### Remasterização das músicas
As doze faixas ganharam novas mixagens do produtor Santiago Ferraz, a partir das gravações originais, em um projeto da Universal Music. Aliás, as doze faixas foram retiradas de oito álbuns da dupla. Juntos, esses discos venderam mais de 10 milhões de cópias.

### O disco
A abertura do disco não poderia ser diferente, como o nome já dá a entender. Evidências, composição de José Augusto e Paulo Sérgio Valle, lançada no álbum Cowboy do Asfalto, de 1990, virou um hino da música brasileira e foi escolhido como o abre-alas do projeto. A dupla de compositores de Evidências aparece também assinando a oitava faixa, Página Virada, de 1989.
O consagrado disco Cowboy do Asfalto foi lembrado também com outra canção, Nuvem de Lágrimas, que havia sido gravada um ano antes, ao lado de Fafá de Belém. A versão em parceria se tornou trilha sonora da novela Barriga de Aluguel. Ela fez tanto sucesso que os irmãos decidiram regravá-la no ano seguinte. Aliás, também de 1989, a dupla selecionou Nascemos Para Cantar, versão escrita pelos irmãos de um clássico da música americana dos anos 1970, parte do disco Os Meninos do Brasil.
O álbum Meu Disfarce, de 1987, é outro que cedeu duas canções à coletânea. Além da faixa-título, que fez grande sucesso naquele ano, A Mais Bonita Das Noites é outra das faixas que fazem parte da compilação. As duas canções extremamente românticas são exemplos da mudança feita pela dupla na metade dos anos 1980, trocando a simplicidade quase obrigatória dos arranjos sertanejos por produções repletas de referências estrangeiras e de artistas grandes de outros gêneros.
Em 1986, Chitãozinho & Xororó lançaram o disco Coração Quebrado, um dos mais vendidos da carreira, com 1.7 milhão de cópias. Desse projeto, foi selecionada a dobradinha Se Deus Me Ouvisse, com interpretação marcante de Xororó, e Não Desligue O Rádio.
A canção mais recente da coletânea é Sinônimos, de 2004, que conta com a participação de Zé Ramalho. O sucesso tem uma particularidade que pouco se viu até hoje: foi trilha sonora de duas novelas em emissoras diferentes: Escrava Isaura, da TV Record, em 2004, e A Favorita, da Rede Globo, em 2008.
Ainda citando trilhas marcantes de novela, a décima faixa, Coração Sertanejo, foi uma das principais canções de O Rei do Gado.
O álbum traz ainda duas canções de Chitãozinho & Xororó que entraram no seleto grupo de grandes clássicos da música sertaneja: Fio de Cabelo, de 1982, música mais importante da carreira da dupla, e Galopeira, resgatada da versão de 1989, mas que havia sido gravada pelos irmãos em 1970, em seu primeiro disco de carreira.

### Depoimentos
“Quando a Universal Music trouxe para nós a ideia desse lançamento, ficamos animados com a possibilidade dos nossos fãs revisitarem toda obra, “Sucessos em Evidência” é um projeto para presentear nosso público tão fiel”, conta Chitãozinho. 
“Temos um carinho enorme por todas as faixas, cada uma traz uma lembrança de épocas que marcam nossa trajetória. Somos gratos por poder reviver um pouco destes momentos, esperamos que nosso público também possa curtir”, completa Xororó.

## Lista de faixas
A lista contém faixas resgatadas de álbuns mais antigos da carreira de Chitãozinho & Xororó. O disco está apenas disponível em plataformas digitais, sem a versão física lançada.
| Lista de faixas |                                                       |                                                   |                                    |         |  |
| N.º             | Título                                                | Compositor(es)                                    | Do álbum                           | Duração |  |
| 1.              | "Evidências"                                          | José Augusto / Paulo Sérgio Valle                 | Cowboy do Asfalto, de 1990         | 4:58    |  |
| 2.              | "Meu Disfarce"                                        | Chico Roque / Carlos Colla                        | Meu Disfarce, de 1987              | 3:49    |  |
| 3.              | "Fio de Cabelo"                                       | Darci Rossi / Marciano                            | Somos Apaixonados, de 1982         | 2:56    |  |
| 4.              | "Não Desligue o Rádio"                                | Chitãozinho / Joel Marques                        | Coração Quebrado, de 1986          | 3:58    |  |
| 5.              | "A Mais Bonita Das Noites"                            | Osmar Navarro / Sebastião Ferreira da Silva       | Meu Disfarce, de 1987              | 4:20    |  |
| 6.              | "Se Deus Me Ouvisse"                                  | Almir Rogério                                     | Coração Quebrado, de 1986          | 3:45    |  |
| 7.              | "Sinônimos" (com participação especial de Zé Ramalho) | César Augusto / Paulo Sérgio Valle / Cláudio Noam | Aqui o Sistema É Bruto, de 2004    | 4:48    |  |
| 8.              | "Página Virada"                                       | José Augusto / Paulo Sérgio Valle                 | Os Meninos do Brasil, de 1989      | 4:28    |  |
| 9.              | "Nuvem de Lágrimas"                                   | Paulo Debétio / Paulinho Rezende                  | Cowboy do Asfalto, de 1990         | 4:09    |  |
| 10.             | "Coração Sertanejo"                                   | Neuma Morais / Neon Moraes                        | Clássicos Sertanejos, de 1996      | 3:36    |  |
| 11.             | "Galopeira" (Galopera)                                | Mauricio Cardoso Ocampo // versão: Pedro Bento    | Nossas Canções Preferidas, de 1989 | 3:22    |  |
| 12.             | "Nascemos Para Cantar" (Shambala)                     | Danny Moore // versão: Chitãozinho / Xororó       | Os Meninos do Brasil, de 1989      | 3:03    |  |
| Duração total:  | Duração total:                                        | Duração total:                                    | Duração total:                     | 47:17   |  |